# 高雄三山
高雄三山（たかおさんざん）は、台湾高雄市（旧・高雄県）岡山・鳳山・旗山の三つの地域の総称名である。三角形の県章は「三山一体」を象徴している。

## 概要
高雄三山は、日本統治時代の「郡」の境界をほぼそのまま踏襲する形で、岡山区、鳳山区、旗山区に区分された。
- 岡山区：元高雄州岡山郡に相当する。現在の岡山区、橋頭区、燕巣区、田寮区、阿蓮区、路竹区、湖内区、茄萣区、弥陀区、永安区、梓官区にあたる。
- 鳳山区：元高雄州鳳山郡に相当する。現在の鳳山区、林園区、大寮区、大樹区、仁武区、大社区、鳥松区にあたる。
- 旗山区：元高雄州旗山郡に相当する。現在の旗山区、美濃区、六亀区、杉林区、甲仙区、内門区、桃源区、茂林区、那瑪夏区にあたる。

現在の行政区分では全て高雄市に属する。